# Marjorie Bailey
Marjorie Bailey, född 21 november 1947, är en friidrottare från Kanada. Hon deltog vid olympiska sommarspelen 1976.